# Mangochi (dystrykt)
Mangochi – dystrykt w Malawi, w regionie Południowym. Według danych z 2018 roku populacja dystryktu wynosiła 1 148 611 osób.

## Sąsiednie dystrykty
- Balaka – południowy zachód
- Dedza – zachód
- Machinga – południe
- Ntcheu – południowy zachód